# Детектив (фильм)
«Детектив» (фр. Détective) — кинофильм режиссёра Жана-Люка Годара, снятый в 1985 году. Лента принимала участие в основной конкурсной программе Каннского кинофестиваля, а также получила приз имени Жоржа Делерю за лучшее использование имеющейся музыки на Гентском кинофестивале и приз за самый новаторский фильм на Роттердамском кинофестивале.

## Сюжет
Действие происходит в одном из парижских отелей. Семейная пара Эмиль и Франсуаза Шеналь, чьи отношения трещат по швам, хотят вернуть большую сумму денег, которую задолжал им Джим Фокс Уорнер, менеджер перспективного боксёра. Однако Уорнер также должен вернуть долг мафии, чьи представители оказывают на него давление, требуя сдать матч. Одновременно пара детективов расследует загадочное убийство двухлетней давности, произошедшее в этом же отеле...

## В ролях
| Актёр             | Роль                |
| ----------------- | ------------------- |
| Натали Бай        | Франсуаза Шеналь    |
| Клод Брассёр      | Эмиль Шеналь        |
| Джонни Холлидей   | Джим Фокс Уорнер    |
| Ален Кюни         | пожилой мафиози     |
| Лоран Терзиефф    | Уильям Просперо     |
| Орель Доазан      | Ариэль              |
| Жан-Пьер Лео      | инспектор Невё      |
| Ксавье Сен-Макари | бухгалтер           |
| Стефан Феррара    | «Тигр» Джонс        |
| Эммануэль Сенье   | Багамская принцесса |
| Эжен Бертье       | пожилой менеджер    |
| Жюли Дельпи       | умная девочка       |